# 巴內 (伊朗)
巴內（羅馬化：Bāneh，羅馬化：Bane）是伊朗的城市，位於該國西北部，由庫爾德斯坦省負責管轄，距離薩南達季260公里，毗鄰與伊拉克接壤的邊境，海拔高度1,529米，2012年人口78,279。